# Charlot tiene una mujer celosa
Charlot tiene una mujer celosa (Getting Acquainted) es un cortometraje estadounidense con dirección de Charles Chaplin y actuación suya y de Mabel Normand. Fue estrenado el 5 de diciembre de 1914.

## Reparto
- Charles Chaplin - Sr. Sniffels
- Phyllis Allen (1861 – 1938) - Sra. Sniffels
- Mack Swain - Ambrose
- Mabel Normand - Mujer de Ambrose
- Harry McCoy (1889 – 1937) - Paseante
- Edgar Kennedy - Policía
- Cecile Arnold (1891 o 1895 – 1931) - Mary

## Sinopsis
Charlot y su esposa están paseando por el parque, encuentran a Ambrose y su esposa y Charlot comienza a cortejar a esta última desencadenando el conflicto. 

## Comentario
Comedia de enredos conyugales rodada en el parque en la cual los protagonistas ejecutan un verdadero ballet cómico.